# Salisbury, New Hampshire
Salisbury är en kommun (town) i Merrimack County i delstaten New Hampshire i USA med 1 422 invånare (2020).

## Kända personer från Salisbury
- Samuel E. Pingree, politiker
- Ezekiel A. Straw, ingenjör och politiker
- Daniel Webster, politiker